# Paraldehid
A paraldehid a központi idegrendszerre ható gyógyszer. Altató, nyugtató, szorongásgátló, görcsoldó hatása van. Intravénásan a status epilepticus(en) egyik – általában nem a legelőször választott – gyógyszere. Alkalmazták tetanusz vagy görcsöt okozó gyógyszerek túladagolása ellen, és alkohol- ill. drogelvonáskor jelentkező szorongás csökkentésére is. Ma már ritkán adják, mert a legtöbb területen biztonságosabb szerek váltották fel.
Zsírok, olajok, viaszok, gumi, gyanták oldószere. Az USA-ban élelmiszeradalékként is használják.

## Farmakokinetika
0,25 mg/tskg izomba adott injekcióból 20–60 perc alatt éri el a 34–150 μg/ml szérumszintet. Átjut a vér-agy gáton, az agy–gerincvelői folyadékban 30–60 perccel a beadás után éri el a legnagyobb koncentrációt, mely 25–30%-kal alacsonyabb a szérumkoncentrációnál.
4–10 ml izomba adott paraldehid 5–15 perc alatt kb. 8 óra időtartamú alvást okoz normál májfunkciójú betegeknél.

## Ellenjavallatok, mellékhatások
A paraldehid ellenjavallt súlyos májkárosodás esetén.
Ellenjavallt diszulfirámmal együtt adni, mert az gátolja az acetaldehid dehidrogenáz(en) enzimet, mely a paraldehid lebontását végzi. Általában nem javasolt foszpropofollal és ketorolakkal(en) együtt sem, de itt lehetnek kivételek. Ginkgoval együtt megnöveli a mellékhatások súlyosságát.
A paraldehid befolyásolhatja az alkohol- vagy gyógyszerfüggőségre adott szerek hatását. Krónikus asztma és tüdőbetegség esetén nem javasolt. Májbetegségnél a mellékhatások súlyosabbak lehetnek a szokásosnál. Szájon át bevéve ronthatja a gyomorfekély vagy -hurut okozta állapotot. Végbélen keresztül beadva ronthatja a vastagbélgyulladás miatti állapotot.
Ismert, hogy átjut a méhlepényen, és a magzatnak légzési nehézségeket okozhat, ezért szüléskor nem alkalmazható. Nem ismert, hogy az anyatejbe átjut-e, ezért a szedés idejére a szoptatást szüneteltetni kell.
Leggyakoribb mellékhatások: álmosság, kellemetlen lehelet, szájon át bevéve pedig hányinger, hányás, gyomorfájás. A paraldehid elhagyásakor más tünetek jelentkezhetnek, pl. remegés, görcsök, hallucinációk, erős izzadás.

## Adagolás

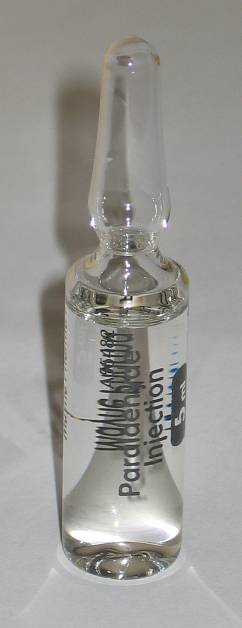
5 ml-es paraldehid ampulla

A paraldehidet üvegedényben kell tárolni és fém kanállal bevenni, mert feloldhatja a műanyagot. A felbontott ampullát nem szabad tárolni, mert a levegőn a paraldehid szúrós szagú acetaldehidre bomlik, mely a szervezetben elsavasodást (acidózist) okozhat.
Epilepsziás gyermekek esetén általában végbélbe adják, ha a roham 5 perc után sem szűnt meg. Az ilyen paraldehid olajjal kevert, melynek mennyisége készítménytől függően változó lehet, ezért új adagnál mindig ellenőrizni kell. A keveréket fecskendőbe kell felszívni, és a fecskendő műanyag csövével beadni. Nem szabad 15 percnél tovább a fecskendőben tartani, mert a paraldehid feloldhatja a műanyagot. Használat után a fecskendőt és a műanyag csövet el kell dobni.
Izomba adott injekciót az idegvégződésektől távol kell beadni, mert károsíthatja azokat (sőt, kisebb mértékben a normál szöveteket is, amiatt a beadás helye igen fájdalmas). Az intravénás alkalmazás ellenjavallt.
Alkoholelvonáskor a szokásos adag 5 ml az első napon 4–6-, később 6-óránként. Az első napi adag legfeljebb 30 ml, a továbbiakban legfeljebb 20 ml lehet.
A túladagolás tünetei: gyors, nehezített légzés, zavaros, csökkent mennyiségű vizelet, lassú szívverés, általános gyengeség, mely kómához, igen alacsony vérnyomáshoz, légzéselégtelenséghez, tüdővizenyőhöz és szívrohamhoz vezethet.
Függőséggel kezelt betegeknél a paraldehidet fokozatosan kell abbahagyni.

## Előállítás
Kémiailag a paraldehid az acetaldehid trimerje. Ebből keletkezik pár csepp tömény kénsav hatására:
A polimerizációt heves reakció kíséri. Tisztítás céljából a készítményt kifagyasztják, majd frakcionált desztillációnak vetik alá.
A paraldehidet először August Kekulé állította elő 1872-ben, a fenti reakcióval.
Hevítés hatására visszaalakul acetaldehiddé.

## Készítmények[9]
- Elaldehyde
- Paral
- Paraldehyde

Magyarországon nincs forgalomban.